# عران العالي (حزم العدين)

تعديل مصدري - تعديل

عران العالي محلة تابعة لقرية عران، التابعة لعزلة بني الفخر بمديرية حزم العدين إحدى مديريات محافظة إب في الجمهورية اليمنية، بلغ تعداد سكانها 35 حسب تعداد اليمن لعام 2004.